# Julien Diamant
Julien Diamant (Watermaal-Bosvoorde, 30 juni 1920 - 30 november 2003) was een Belgische atleet en voetballer. Als atleet was hij gespecialiseerd in de sprint.

## Biografie
Diamant werd in 1939 Belgisch kampioen op de 400 m. Hij evenaarde daarbij het Belgisch record van Jan Verhaert. Hij was aangesloten bij Racing Club Brussel. Dit zowel voor voetbal als atletiek. Nadien voetbalde hij bij RAEC Mons.

## Belgische kampioenschappen
| Onderdeel | Jaar |
| --------- | ---- |
| 400 m     | 1939 |

## Persoonlijke records
| Onderdeel | Prestatie      | Datum        | Plaats  |
| --------- | -------------- | ------------ | ------- |
| 400 m     | 49,7 s (ex-NR) | 30 juli 1939 | Brussel |

## Palmares

### 400 m
- 1939:  BK AC - 49,7 s (NR)